# Zonă economică exclusivă

Zonele maritime conform dreptului internațional al mării. Linia de bază este marcată cu o linie punctată.

Zonă economică exclusivă este zona maritimă adiacentă mării teritoriale a unui stat riveran, care se extinde până la maximum 200 mile marine în larg, distanța fiind calculată de pe linia de bază a apelor teritoriale. Ea include și zona contiguă

## Drepturile statului riveran în zona economică exclusivă[2]
În zona economică exclusivă, statul riveran are: 
- drepturi suverane în scopul explorării și exploatării, conservării și gestiunii resurselor naturale, biologice sau nebiologice, ale fundului mării, ale subsolului acestuia și ale apelor de deasupra, ca și cu privire la celelalte activități de explorare și exploatare a zonei în scopuri economice, cum ar fi producerea de energie cu ajutorul apei, al curenților și al vântului;
- dreptul de amplasarea și folosirea de insule artificiale, instalații și lucrări;
- dreptul de cercetare științifică marină;
- dreptul de protecția și conservarea mediului marin;
- celelalte drepturi și obligații prevăzute de Convenția Națiunilor Unite asupra dreptului mării.

Dacă va fi necesar, statul riveran poate să stabilească în jurul acestor insule artificiale, instalații sau lucrări, zone de securitate de dimensiuni rezonabile, în care el va putea lua măsurile corespunzătoare pentru a asigura securitatea atât a navigației, cât și a insulelor artificiale, instalațiilor și lucrărilor. Aceste zone de securitate sunt concepute astfel încât să răspundă în mod convenabil naturii și funcțiilor insulelor artificiale, instalațiilor și lucrărilor, și ele nu pot depăși o distanță de 500 m în jurul insulelor artificiale, instalațiilor și lucrărilor, măsurată pornind de la fiecare punct al marginii lor exterioare, cu excepția unei derogări autorizate de normele internaționale general acceptate sau recomandate de către organizația internațională competentă.

## Drepturi și obligații ale celorlalte state în zona economică exclusivă
În zona economică exclusivă, toate statele, fie că sunt riverane sau fără litoral, se bucură, în condițiile prevăzute de dispozițiile pertinente ale convenției, de libertățile de navigație și de survol și de a pune cabluri și conducte submarine, ca și de libertatea de a folosi marea în alte scopuri licite pe plan internațional, legate de exercitarea acestor libertăți și compatibile cu celelalte prevederi ale convenției, îndeosebi în cadrul exploatării navelor, aeronavelor și cablurilor și conductelor submarine.
În exercitarea drepturilor și în îndeplinirea obligațiilor ce le revin, potrivit convenției, în zona economică exclusivă, statele vor ține seama în mod corespunzător de drepturile și obligațiile statului riveran și vor respecta legile și reglementările adoptate de acesta în conformitate cu dispozițiile convenției și, în măsura în care ele nu sunt incompatibile cu prezenta parte, celelalte reguli de drept internațional.

## Legături externe
Materiale media legate de Zonă economică exclusivă la Wikimedia Commons
- en  Interactive map at MarineRegions.org, showing boundaries and disputes
- en  United Nations Convention on the Law of the Sea – Part V
- en  Sea Around Us Project – View the EEZ of all countries (note that this website does not distinguish between the territorial seas and the EEZs, therefore it tends to overstate the EEZ areas. See: EEZ AREA MEASURE)
- en  The USA zone since 1977
- en  GIS data: VLIZ.be
- en  Foreign Military Activities in Asian EEZs: Conflict Ahead? by Mark J. Valencia (May 2011)
- en  EEZ Management Arhivat în 4 februarie 2022, la Wayback Machine.